# Nikola Jokić
Pour les articles homonymes, voir Jokić.
Ne doit pas être confondu avec Nikola Jović.
Nikola Jokić (en alphabet cyrillique serbe : Никола Јокић), né le 19 février 1995 à Sombor en Serbie, est un joueur serbe de basket-ball évoluant au poste de pivot dans la franchise des Nuggets de Denver, au sein de la National Basketball Association (NBA).
Surnommé « The Joker », il est considéré comme un des meilleurs joueurs de l'histoire du basket-ball. Il est élu trois fois Most Valuable Player (MVP) de la NBA, en  2021, 2022 et 2024. À l'issue de la saison 2022-2023, il est sacré champion NBA avec les Nuggets et se voit décerner le trophée de MVP des finales.  
Connu pour la complétude de son jeu offensif, notamment son jeu de passe et son adresse à trois points, caractéristiques atypiques pour le poste de pivot, Jokić est un véritable « pivot-meneur ». Il est le troisième joueur ayant réalisé le plus grand nombre de triple-doubles en carrière. Il possède également le record du triple-double le plus rapide dans un match, réalisé en 14 minutes et 33 secondes. Le 7 mars 2025, Jokić devient le troisième joueur de l'histoire de la NBA à réaliser un double-triple-double. À l'issue de cette même saison 2024-2025, il est le 3e joueur de l'histoire de la NBA à comptabiliser un triple-double de moyenne.
Au niveau international, il joue pour l'équipe de Serbie. Avec sa sélection, il est double médaillé olympique avec une médaille d'argent lors des Jeux de 2016 à Rio de Janeiro et une médaille de bronze aux Jeux de 2024 à Paris.

## Biographie

### Carrière professionnelle

#### Mega Basket (2012-2015)
À l’été 2012, Jokić a signé un contrat avec KK Mega Vizura, bien qu’au cours de la première saison, il a surtout joué pour leur équipe junior. À l’âge de 17 ans, il participe à 5 matchs du championnat serbe et obtient 1,8 point et 2 rebonds en 10,2 minutes par match. Au cours de la saison 2013-2014, il voit son temps de jeu augmenter. Au cours de 25 matchs de la Ligue adriatique, il a obtenu des moyennes de 11,4 points, 6,4 rebonds et 2,5 passes décisives par match. Il a également joué 13 matchs avec l’équipe dans le championnat serbe et a eu une production similaire, avec 10,9 points, 6 rebonds et 3,3 passes décisives par match.
Le 26 juin 2014, Jokić est sélectionné en 41e position par les Nuggets de Denver lors de la draft 2014 de la NBA. Il reste tout de même une saison supplémentaire au sein de l'équipe serbe. En plus du départ de Ratko Varda, il est devenu l’un des meneurs d’équipe pour la saison 2014-2015.
Dans le premier match de la Ligue adriatique, il a mené son équipe à une victoire 103-98 sur MZT Skopje, en marquant 27 points et saisissant 15 rebonds. Le 3 novembre, il inscrit 17 points, 12 rebonds et 8 passes décisives, dans une victoire 90-84 sur Zadar. Le 7 février, il marque 27 points et capte 15 rebonds dans une défaite 77-88 contre Szolnoki Olaj. Pour ses performances sur le mois, il est nommé joueur du mois de février, avec 21,7 points et 12,3 rebonds par match. Le 21 mars, il marque 28 points et prend 15 rebonds pour vaincre Igokea 100-96. Il a été nommé meilleur joueur de la 26e journée, son quatrième titre de meilleur joueur de la journée sur la saison. Même si Mega Leks termine à la 10e place de la Ligue Adriatique, Jokić devient MVP de la saison régulière. Sur 24 matchs joués, il obtient une ligne statistique de 15,4 points, avec 9,3 rebonds et 3,5 passes décisives par match. Il est également nommé meilleur espoir de la saison.
Après l'élimination par le Partizan Belgrade en demi-finale du championnat serbe, Jokić se sépare de l’équipe pour poursuivre une carrière en NBA. En 14 matchs dans le championnat, il obtient des moyennes de 18,4 points, 10,4 rebonds et 2,7 passes décisives par match.

#### Nuggets de Denver (depuis 2015): Débuts en NBA 2015-2016
Il a été sélectionné à la draft NBA en 41e position au second tour de la draft 2014 de la NBA.
Le 10 juillet 2015, il signe un contrat de quatre ans avec les Nuggets de Denver, une saison après sa draft. Lors de la NBA Summer League, il enregistre 8,0 points et 6,2 rebonds par match. Le 18 novembre, il réalise son meilleur match avec 23 points et 12 rebonds face aux Spurs de San Antonio, dans une victoire 109-98.
Le 10 janvier 2016, il délivre 9 passes décisives dans une victoire 95-92 sur les Hornets de Charlotte. Le 1er février, il améliore ses records en carrière avec 27 points et 14 rebonds face aux Raptors de Toronto. À la fin de sa saison rookie, il est troisième au classement du NBA Rookie of the Year derrière Karl-Anthony Towns et Kristaps Porziņģis et gagne sa place dans l'équipe NBA All-Rookie.

#### Saison 2016-2017: Progression statistique
Après avoir débuté les huit premiers matchs de la saison, il est de nouveau utilisé en sortie de banc par son entraîneur, pour les 14 matchs suivants. Il manque de peu son premier triple-double face aux Mavericks de Dallas, le 19 décembre 2016, avec 27 points, 15 rebonds et 9 passes décisives. Puis une nouvelle fois face aux Timberwolves du Minnesota, neuf jours plus tard, avec 16 points, 11 passes décisives et 8 rebonds. Le 3 février 2017, Jokić réalise son premier triple-double avec 20 points, 13 rebonds et 11 passes décisives dans une victoire 121-117 face aux Bucks de Milwaukee. Une semaine plus tard, il réalise son premier match à 40 points pour remporter le match 131-123 face aux Knicks de New York, en plus de 9 rebonds et 5 passes décisives. Trois jours plus tard, il améliore ses records avec 12 passes décisives et 21 rebonds, en plus de 17 points, pour réaliser son second triple-double en carrière. Il réussit ensuite deux triple-doubles consécutifs fin février, réalisant 4 triple-doubles en 13 matchs. Il réalise en tout 6 triple-double sur la saison, se classant 4e dans cette catégorie statistiques derrière Russell Westbrook (42), James Harden (22) et LeBron James (13). Il termine la saison à la seconde place de l'élection de la meilleure progression de l'année, derrière Giánnis Antetokoúnmpo.

#### Saison 2017-2018
Le 7 novembre 2017, il améliore son record en carrière avec 41 points dans une victoire 112-104 contre les Nets de Brooklyn. Le 13 novembre, il est nommé joueur de la semaine pour la conférence Ouest. Il est devenu le 17e joueur de l'histoire des Nuggets à gagner ce titre et le premier depuis Ty Lawson en 2013. Début décembre, il est absent pendant sept matchs à cause d'une entorse de la cheville gauche. Le 8 janvier, il réalise son premier triple-double de la saison avec 22 points, 12 rebonds et 11 passes décisives dans une défaite 124-114 contre les Warriors de Golden State.
Le 15 février, dans une victoire 134-123 contre les Bucks de Milwaukee, Jokić enregistre 30 points, 15 rebonds et 17 passes décisives, réalisant le triple-double avec 1 minute 54 secondes restantes dans le deuxième quart-temps. Il enregistre alors le triple-double le plus rapide de l’histoire de la NBA en 14 minutes et 33 secondes, battant le record précédent de Jim Tucker de 17 minutes, en 1955. Le 9 avril, il est nommé joueur de la semaine pour la conférence Ouest, ce qui lui a valu son deuxième titre de joueur de la semaine pour la saison. Plus tard ce jour-là, il inscrit 15 points, capte 20 rebonds et délivre 11 passes décisives dans une victoire 88-82 contre les Trail Blazers de Portland, assurant ainsi son 16e triple-double en carrière et son 10e de la saison. Dans le match final et décisif de la saison régulière des Nuggets, le 11 avril 2018, Jokić enregistre 35 points et 10 rebonds en prolongation contre les Timberwolves du Minnesota. C’est son 7e match de la saison à plus de 30 points. La défaite empêche les Nuggets de se qualifier pour les playoffs, avec un bilan de 46-36, et permet à Minnesota d'accéder aux playoffs.

#### Saison 2018-2019: Statut de All-Star
Le 1er juillet 2018, il est prolongé par les Nuggets de Denver avec un contrat de 148 millions de dollars sur cinq années. Le 20 octobre 2018, il devient le deuxième joueur de l'histoire (après Wilt Chamberlain) à réaliser un triple-double avec plus de 30 points et sans rater le moindre tir (35 points, 12 rebonds, 11 passes décisives à 11/11 au tir). Jokić obtient le titre de joueur de la semaine pour la première semaine de la compétition. Il devient alors le 6e joueur de l'histoire des Nuggets à gagner ce titre plus de trois fois, avec Alex English, Dikembe Mutombo, Carmelo Anthony, Allen Iverson et Chauncey Billups. Le 9 novembre, il enregistre un match à 37 points et 21 rebonds face aux Nets de Brooklyn, dans une défaite 112-110. Pour ses performances sur l'année civile 2018, il reçoit le titre de meilleur joueur serbe de l'année par la fédération serbe de basket-ball. Le 8 janvier 2019, il réalise son 20e triple-double en carrière NBA, dans une victoire 103-99 contre le Heat de Miami, avec 29 points, 11 rebonds et 10 passes décisives. À l'âge de 23 ans, il devient le 3e plus jeune joueur de l'histoire à atteindre la barre des 20 triple-doubles en carrière, derrière Oscar Robertson et Magic Johnson qui avaient tous deux 22 ans. Le 19 janvier, il réalise son 6e triple-double de la saison avec 19 points, 11 rebonds et 12 passes décisives dans une victoire 124-102 face aux Cavaliers de Cleveland. Avec son 22e triple-double en carrière, il dépasse Kareem Abdul-Jabbar, en seconde place, pour le nombre de triple-doubles réalisés par un joueur de plus de 2,13 m. Le 31 janvier, il est sélectionné pour la première fois en tant qu'All-Star pour le NBA All-Star Game 2019 au sein de la conférence Ouest. Le 3 février, il enregistre son 12e triple-double de la saison avec 20 points, 18 rebonds et 11 passes décisives, tout en inscrivant le panier de la victoire contre les Kings de Sacramento, 120-118. Il termine la saison à la seconde place, au nombre des triple-doubles sur la saison, derrière Russell Westbrook (34). Pendant la saison 2018-2019, il est considéré par la presse sportive comme l'un des meilleurs joueurs de la saison et est nommé dans la All-NBA First Team.
Durant les playoffs, au premier tour, lors du premier match contre les Spurs de San Antonio, il devient le 4e joueur de l'histoire de la NBA à réaliser un triple-double pour son premier match avec 10 points, 14 rebonds et 14 passes décisives. Dans le match 6 de la série, il inscrit 27 de ses 43 points dans la seconde mi-temps, son total de points constitue le record de la franchise pour dans un match de playoffs. Dans le match 7 décisif, il enregistre 21 points, 15 rebonds et 10 passes décisives, pour remporter le match 90-86. Au second tour face aux Trail Blazers de Portland, dans le match 1, il inscrit 37 points, devenant le premier joueur des Nuggets à inscrire plus de 35 points depuis Carmelo Anthony et ses 41 points en 2009. Dans le match 3, il enregistre 33 points, 18 rebonds et 14 passes décisives dans une défaite 140-137, en quadruple prolongation. Dans le match 5, il inscrit 25 points et capte 19 rebonds, égalant le record de la franchise en un match de playoffs. Denver est éliminé au terme du match 7, dans une défaite 100-96, malgré les 29 points, 13 rebonds et 4 contres de Jokić. En 14 matchs de playoffs, il est à 25,1 points, 13,0 rebonds and 8,4 passes décisives en 39,7 minutes par match.

#### Saison 2019-2020
Le 8 novembre 2019, Jokić inscrit le panier victorieux contre les 76ers de Philadelphie à 1,2 seconde de la fin du match, pour donner aux Nuggets une victoire de 98-97, après un déficit de 21 points dans le match. Le match suivant, il marque de nouveau le panier de la victoire, dans une victoire 100-98 en prolongation contre les Timberwolves du Minnesota. Le 6 janvier 2020, il inscrit 47 points contre les Hawks d'Atlanta à l’extérieur, dans une victoire 123-115, son nouveau record en carrière. Le 4 février, il enregistre 30 points, 21 rebonds et 10 passes décisives dans une victoire 98-95 sur le Jazz de l'Utah. Il s'agit du premier match en 30/20/10 d’un joueur NBA depuis quatre ans, et seulement le 3e depuis Kareem Abdul-Jabbar en 1976. Le 30 janvier, Jokić est sélectionné pour son deuxième NBA All-Star Game. À la fin de la saison, dans la "Bulle d'Orlando", en raison de la suspension de la saison 2019-2020, il est élu dans la All-NBA Second Team.
Lors de playoffs 2020, au premier tour face au Jazz de l'Utah, Jokić clôt la série avec un panier victorieux à 27 secondes de la fin du match, permettant aux Nuggets de remporter la série en sept matchs, après avoir été mené 3-1 par le Jazz. Il termine le match avec 30 points, 14 rebonds et 4 passes décisives. Lors du second tour face aux Clippers de Los Angeles, Denver se retrouve encore mené 3-1 dans la série, mais réussit à forcer un match 6. Le 13 septembre, Jokić enregistre 34 points et 14 rebonds pour mener Denver à une victoire 111-98 dans le sixième match, surmontant même un déficit de 19 points en seconde mi-temps. Le 15 septembre, Jokić réussit un triple-double avec 16 points, 22 rebonds et 13 passes décisives pour mener Denver à une victoire 104-89 sur les Clippers. Jokić a rejoint Tim Duncan et Kevin Garnett comme les seuls joueurs de l’histoire de la ligue à réaliser un triple-double avec 20 rebonds en playoffs. Avec cette victoire, les Nuggets sont devenus la première équipe de l’histoire de la NBA à revenir de plusieurs déficits de 3-1 en une seule campagne de playoffs.

#### Saison 2020-2021: MVP de la saison
Le 28 décembre 2020, il réalise son record de passes décisives en carrière avec 18 passes contre les Rockets. Il est le premier pivot à enregistrer une telle performance depuis Wilt Chamberlain en 1968. Jokić inscrit également le 43e triple-double en saison régulière de sa carrière ce qui le fait rejoindre Fat Lever à la 10e place du classement des leaders en triple-doubles. Il le dépasse le lendemain face aux Kings de Sacramento en réalisant le 44e triple-double en saison régulière de sa carrière, le troisième en quatre rencontres depuis le début de la saison. Il fait progresser sa moyenne de points, passant de 20 points à 26. Les Nuggets finissent 3e de la conférence ouest.
Le 8 juin 2021, le Serbe est élu MVP de la saison devant Joel Embiid et Stephen Curry, il devient aussi le MVP drafté le plus bas de l'histoire de la NBA.
Néanmoins, en playoffs, les Nuggets sont éliminés en demi-finale par les Suns de Phoenix, en ayant perdu leur meneur Jamal Murray, qui subit une rupture de ligament croisé.

#### Saison 2021-2022: MVP pour la deuxième fois consécutive
En 2021, les Nuggets doivent faire sans deux pièces offensives majeures, Jamal Murray et Michael Porter Jr. Ainsi Jokić se retrouve seul avec des joueurs moins talentueux. Malgré cela, Jokić guide les Nuggets en playoffs. Cependant, son équipe est éliminée au premier tour par les futurs champions, les Warriors de Golden State. Durant cette saison, Jokić fait progresser ses moyennes statistiques, en particulier aux points et améliore son pourcentage au tir. Ainsi, le 9 mai 2022, il est à nouveau élu MVP de la saison régulière devant Joel Embiid et Giánnis Antetokoúnmpo.
À l'issue de la saison, il prolonge aux Nuggets de Denver pour 270 millions de dollars sur cinq ans.

#### Saison 2022-2023: Champion NBA
Les Nuggets terminent premiers dans la conférence ouest. Son équipe bénéficie des retours sur blessure de Jamal Murray et Michael Porter Jr. La franchise du Colorado se retrouve donc 5e à l'offensive rating, tout en se relâchant en fin de saison. Jokić est candidat au titre de MVP mais ce dernier est remporté par Joel Embiid. Les statistiques avancées de Jokić prouvent que sa saison est excellente. Il détient le meilleur PER de tous les joueurs NBA.
Lors des séries éliminatoires, les Nuggets de Denver éliminent les Timberwolves du Minnesota en 5 matchs lors du premier tour, puis les Suns de Phoenix. Dans cette série, Jokić est en triple double de moyenne.
En finale de conférence, les Nuggets de Denver balayent les Lakers de Los Angeles. 
En finales NBA, les Nuggets battent le Heat de Miami 4 à 1. Jokić remporte son premier titre de champion et est élu MVP des finales. Il est le premier joueur de l'histoire à être meilleur marqueur, meilleur rebondeur et meilleur passeur en total sur une campagne de playoffs.

#### Saison 2023-2024: Troisième saison MVP
Au sein d'une conférence Ouest très disputée voyant les Nuggets, le Thunder et les Timberwolves se disputer la première place lors de la dernière soirée de la saison, les Nuggets finissent second. Ils terminent la saison avec 57 victoires et 25 défaites, record similaire à celui du Thunder mais bénéficiant d'un tie-breaker pour prendre la première place.
Jokić obtient, le 8 mai 2024, son troisième titre de MVP devant Shai Gilgeous-Alexander et Luka Dončić.
Lors des playoffs, ils rencontrent une nouvelle fois les Lakers de Los Angeles, cette fois au premier tour, qu'ils éliminent en 5 manches.

#### Saison 2024-2025
Le 7 décembre, Jokić établit des nouveaux records personnels avec 56 points, 22 paniers marqués sur 38 tentés dans une défaite face aux Wizards de Washington.
En mars 2025, dans une victoire en prolongation contre les Suns de Phoenix, Jokić marque 31 points, fait 22 passes décisives et prend 21 rebonds. Il est le premier joueur de l'histoire de la NBA à marquer plus de 30 points, prendre plus de 20 rebonds et faire plus de 20 passes dans une rencontre. Il est aussi le troisième joueur de l'histoire de la NBA avec un double-triple-double (au moins 20 unités dans trois catégories statistiques).
En moyenne sur la saison régulière, Jokić réalise un triple-double. Il est le troisième joueur de l'histoire de la NBA à réaliser cet exploit après Oscar Robertson et son coéquipier Russell Westbrook,.

### Carrière internationale
Jokić est membre de l’équipe nationale des U19 de Serbie qui a remporté la médaille d’argent aux championnats du monde des moins de 19 ans en 2013. En huit matchs dans le tournoi, il a obtenu en moyennes 7,1 points, 5 rebonds et 1,5 passe décisive par match. Il représente la Serbie au Tournoi préolympique FIBA 2016 à Belgrade, où il a obtenu 17,8 points, 7,5 rebonds et 2,8 passes décisives par match, tout en remportant le titre de MVP du tournoi.
Aux Jeux olympiques d’été de 2016, la Serbie remporte la médaille d’argent, après avoir perdu contre les États-Unis en finale, 96-66.
Le 24 mai 2019, Jokić annonce qu’il jouerait pour la Serbie à la Coupe du monde FIBA 2019. Lors de la compétition, l’équipe nationale était prétendue favorite pour remporter le titre, mais a finalement été éliminée en quart de finale par l’Argentine. Avec des victoires contre les États-Unis et la République tchèque, elle termine à la 5e place. Jokić est le deuxième meilleur joueur de l’équipe, dans la compétition, derrière Bogdan Bogdanović, avec 11,5 points, 7,5 rebonds et 4,8 passes décisives par match, tout en tirant à 68,0 %.

### Style de jeu: Point Center
Jokić dispose de qualités athlétiques largement en dessous de la moyenne des pivots NBA. En effet, il est lent et dispose d'une faible détente. Il peine à dunker malgré ses 2,11 mètres. Néanmoins, son bagage technique est tout simplement exceptionnel. Il dispose d'une grande panoplie de mouvements au poste et d'un « footwork » parmi les meilleurs de sa génération. De plus, son adresse à mi-distance est très bonne, et son tir à trois points est plus qu'acceptable, ce qui oblige ses adversaires à ne pas le laisser seul derrière l'arc. De plus, avec son poids, il enfonce facilement ses adversaires de moindre gabarit au poste pour aller chercher des points faciles dans la raquette.
Néanmoins, le fait le plus saillant de son jeu est sa vision du jeu et son aisance à la passe . Il est de loin le meilleur pivot de l'histoire à la passe décisive devant notamment Wilt Chamberlain. En avril 2021, avec 81 réussites, il devient le pivot ayant atteint le plus de fois les 10 passes dans une rencontre NBA. Pour l'entraîneur Rick Carlisle, « il sent le jeu comme aucun autre pivot. Sa vision du jeu, sa qualité de passe, son désir d’impliquer ses partenaires… C’est exceptionnel pour un joueur évoluant à son poste. »
Ainsi, si ses adversaires veulent le doubler pour l’empêcher de marquer dans la raquette, il trouve un coéquipier démarqué qui bénéficie d'un tir ouvert. Cette combinaison de facteurs rend la défense sur Jokic compliquée. En effet, tout cela fait de lui l'un des joueurs les plus efficaces en attaque de l'histoire, avec un true shooting de 70 % pour saison NBA 2022-2023, tout en étant l'un des meilleurs passeurs de la NBA. Jokić est également un rebondeur efficace, tant défensif qu'offensif. En particulier, en attaque, il lui arrive fréquemment de prendre les rebonds de ses propres tirs, ce qui lui offre des secondes chances près du panier relativement faciles à exploiter.
En avril 2019, l'entraîneur Gregg Popovich, décrit Jokić comme un « coéquipier fantastique », « très habile, très intelligent et totalement altruiste » qui « trouve ses coéquipiers sur le terrain et les rend heureux »,.
Le gros point noir du jeu de Jokić reste la défense. En effet, il est limité par son manque de vitesse et de détente. Même s'il capte des rebonds en nombre et est un bon intercepteur, il est le maillon faible de son équipe de ce coté du terrain.

### Vie privée
Nikola Jokić est un grand amateur d'équitation.
Il est marié et père de 2 enfants.[réf. nécessaire]

## Palmarès

### Sélection nationale
- Médaille d'argent aux Jeux olympiques de 2016.
- Médaille de bronze aux Jeux olympiques de 2024.

### En club
- Champion NBA en 2023 avec les Nuggets de Denver.
- Champion de la Conférence Ouest en 2023.
- Finaliste de la Conférence Ouest en 2020.
- 3× Champion de la Division Nord-Ouest en 2019, 2020 et 2023.

### Distinctions personnelles

#### NBA
- NBA Most Valuable Player en 2021, 2022 et 2024.
- NBA Finals Most Valuable Player en 2023.
- Meilleur joueur de la finale de la conférence Ouest en 2023.
- 7 sélections au NBA All-Star Game en 2019, 2020, 2021, 2022, 2023, 2024 et en 2025.
- 5 fois All-NBA First Team en 2019, 2021, 2022, 2024 et 2025.
- 2 fois All-NBA Second Team en 2020 et 2023.
- NBA All-Rookie First Team en 2016.

#### Europe
- MVP du championnat ABA en 2015.
- Meilleur espoir du championnat ABA en 2015.

#### Jeux olympiques
- Élu dans le cinq majeur des Jeux olympiques de 2024[76]

## Statistiques

### Europe
| Saison          | Équipe         | Matchs | Titul. | Min./m | % Tir | % 3pts | % LF | Rbds/m. | Pass/m. | Int/m. | Ctr/m. | Pts/m. |
| --------------- | -------------- | ------ | ------ | ------ | ----- | ------ | ---- | ------- | ------- | ------ | ------ | ------ |
| 2012-2013 (KLS) | KK Mega Vizura | 4      | 0      | 10,5   | 33,3  | 0,0    | 66,7 | 2,00    | 0,75    | 0,25   | 0,0    | 1,50   |
| 2013-2014 (KLS) | KK Mega Vizura | 13     | 3      | 24,2   | 56,0  | 46,5   | 62,5 | 6,00    | 3,31    | 1,00   | 0,54   | 10,92  |
| 2013-2014 (ABA) | KK Mega Vizura | 26     | 4      | 25,0   | 52,1  | 22,1   | 66,7 | 6,38    | 2,04    | 0,77   | 0,96   | 11,42  |
| 2014-2015 (KLS) | KK Mega Leks   | 14     | 14     | 27,8   | 56,6  | 27,5   | 70,8 | 10,36   | 2,71    | 1,14   | 1,07   | 18,43  |
| 2014-2015 (ABA) | KK Mega Leks   | 24     | 23     | 30,5   | 50,3  | 34,6   | 66,7 | 9,25    | 3,50    | 1,54   | 0,92   | 15,42  |

### NBA

#### Saison régulière
| MVP de la saison | Champion NBA | Leader de la ligue |

| Saison        | Équipe        | Matchs | Titul. | Min./m | % Tir | % 3pts | % LF | Rbds/m. | Pass/m. | Int/m. | Ctr/m. | Pts/m. |
| ------------- | ------------- | ------ | ------ | ------ | ----- | ------ | ---- | ------- | ------- | ------ | ------ | ------ |
| 2015-2016     | Denver        | 80     | 55     | 21,7   | 51,2  | 33,3   | 81,1 | 7,00    | 2,36    | 0,99   | 0,62   | 9,95   |
| 2016-2017     | Denver        | 73     | 59     | 27,9   | 57,8  | 32,4   | 82,5 | 9,84    | 4,92    | 0,84   | 0,75   | 16,73  |
| 2017-2018     | Denver        | 75     | 73     | 32,5   | 49,9  | 39,6   | 85,0 | 10,71   | 6,11    | 1,20   | 0,81   | 18,47  |
| 2018-2019     | Denver        | 80     | 80     | 31,3   | 51,1  | 30,7   | 82,1 | 10,81   | 7,25    | 1,35   | 0,69   | 20,05  |
| 2019-2020     | Denver        | 73     | 73     | 32,0   | 52,8  | 31,4   | 81,7 | 9,74    | 7,01    | 1,16   | 0,60   | 19,95  |
| 2020-2021     | Denver        | 72     | 72     | 34,6   | 56,6  | 38,8   | 86,8 | 10,83   | 8,32    | 1,32   | 0,67   | 26,36  |
| 2021-2022     | Denver        | 74     | 74     | 33,5   | 58,3  | 33,7   | 81,0 | 13,80   | 7,90    | 1,50   | 0,90   | 27,10  |
| 2022-2023     | Denver        | 69     | 69     | 33,7   | 63,2  | 38,3   | 82,2 | 11,84   | 9,83    | 1,26   | 0,68   | 24,49  |
| 2023-2024     | Denver        | 79     | 79     | 36,7   | 58,3  | 35,9   | 81,7 | 12,35   | 8,96    | 1,37   | 0,86   | 26,39  |
| 2024-2025     | Denver        | 70     | 70     | 34,6   | 57,6  | 41,7   | 80,0 | 12,74   | 10,23   | 1,81   | 0,64   | 29,59  |
| Carrière      | Carrière      | 745    | 704    | 31,8   | 55,6  | 35,5   | 82,4 | 10,96   | 7,28    | 1,28   | 0,83   | 21,90  |
| All-Star Game | All-Star Game | 8      | 6      | 15,7   | 66,7  | 40,0   | -    | 5,12    | 4,25    | 0,75   | 0,12   | 6,00   |

#### Playoffs
| Titre MVP des finales NBA |

| Saison   | Équipe   | Matchs | Titul. | Min./m | % Tir | % 3pts | % LF | Rbds/m. | Pass/m. | Int/m. | Ctr/m. | Pts/m. |
| -------- | -------- | ------ | ------ | ------ | ----- | ------ | ---- | ------- | ------- | ------ | ------ | ------ |
| 2019     | Denver   | 14     | 14     | 39,8   | 50,6  | 39,3   | 84,6 | 13,00   | 8,43    | 1,14   | 0,93   | 25,14  |
| 2020     | Denver   | 19     | 19     | 36,5   | 51,9  | 42,9   | 83,5 | 9,84    | 5,74    | 1,05   | 0,79   | 24,42  |
| 2021     | Denver   | 10     | 10     | 34,5   | 50,9  | 37,7   | 83,6 | 11,60   | 5,00    | 0,60   | 0,90   | 29,80  |
| 2022     | Denver   | 5      | 5      | 34,2   | 57,5  | 27,8   | 84,8 | 13,20   | 5,80    | 1,60   | 1,00   | 31,00  |
| 2023     | Denver   | 20     | 20     | 39,5   | 54,8  | 46,1   | 79,9 | 13,45   | 9,50    | 1,05   | 1,00   | 30,00  |
| 2024     | Denver   | 12     | 12     | 40,2   | 54,5  | 26,4   | 90,1 | 13,40   | 8,70    | 1,40   | 0,70   | 28,70  |
| Carrière | Carrière | 80     | 80     | 38,0   | 53,1  | 39,0   | 83,7 | 12,30   | 7,50    | 1,10   | 0,90   | 27,70  |

Mise à jour le 20 mai 2024

## Records sur une rencontre en NBA
Les records personnels de Nikola Jokić en NBA sont les suivants, :
| Records de franchise |

| Type de statistique        | Saison régulière | Saison régulière            | Saison régulière | Playoffs | Playoffs                    | Playoffs          |
| Type de statistique        | Record           | Adversaire                  | Date             | Record   | Adversaire                  | Date              |
| -------------------------- | ---------------- | --------------------------- | ---------------- | -------- | --------------------------- | ----------------- |
| Points                     | 61               | @ Timberwolves du Minnesota | 1 avril 2025     | 53       | @ Suns de Phoenix           | 7 mai 2023        |
| Paniers marqués            | 22               | @ Wizards de Washington     | 7 décembre 2024  | 20       | @ Suns de Phoenix           | 7 mai 2023        |
| Paniers tentés             | 39               | @ Wizards de Washington     | 7 décembre 2024  | 31       | Trail Blazers de Portland   | 1er juin 2021     |
| Paniers à 3 points réussis | 7                | Clippers de Los Angeles     | 26 octobre 2024  | 7        | Jazz de l'Utah              | 25 août 2020      |
| Paniers à 3 points tentés  | 14               | Hornets de Charlotte        | 20 février 2025  | 11       | Jazz de l'Utah              | 25 août 2020      |
| Lancers francs réussis     | 19               | @ Timberwolves du Minnesota | 1 avril 2025     | 12       | Trail Blazers de Portland   | 29 avril 2019     |
| Lancers francs tentés      | 24               | @ Timberwolves du Minnesota | 1 avril 2025     | 13       | @ Suns de Phoenix           | 7 mai 2023        |
| Rebonds offensifs          | 11               | @ Sixers de Philadelphie    | 16 janvier 2024  | 10       | Suns de Phoenix             | 11 juin 2021      |
| Rebonds défensifs          | 20               | Hornets de Charlotte        | 18 décembre 2022 | 19       | @ Clippers de Los Angeles   | 15 septembre 2020 |
| Rebonds totaux             | 27               | Hornets de Charlotte        | 18 décembre 2022 | 22       | 2 fois                      | 2 fois            |
| Passes décisives           | 22               | Suns de Phoenix             | 7 mars 2025      | 17       | @ Suns de Phoenix           | 5 mai 2023        |
| Interceptions              | 7                | @ Nets de Brooklyn          | 12 janvier 2021  | 4        | @ Lakers de Los Angeles     | 20 septembre 2020 |
| Contres                    | 5                | 2 fois                      | 2 fois           | 4        | 2 fois                      | 2 fois            |
| Balles perdues             | 10               | 3 fois                      | 3 fois           | 8        | @ Trail Blazers de Portland | 3 mai 2019        |
| Minutes jouées             | 52               | @ Timberwolves du Minnesota | 1 avril 2025     | 65       | @ Trail Blazers de Portland | 3 mai 2019        |

- Double-double : 673 (dont 70 en playoffs)
- Triple-double : 185 (dont 21 en playoffs)

Dernière mise à jour : 14 mai 2025

## Salaires
Les gains de Nikola Jokić en NBA sont les suivants :
| Saison      | Équipe            | Salaire       |
| ----------- | ----------------- | ------------- |
| 2015-2016   | Nuggets de Denver | 1 300 000 $   |
| 2016-2017   | Nuggets de Denver | 1 358 500 $   |
| 2017-2018   | Nuggets de Denver | 1 471 382 $   |
| 2018-2019   | Nuggets de Denver | 24 605 181 $  |
| 2019-2020   | Nuggets de Denver | 26 573 595 $  |
| 2020-2021   | Nuggets de Denver | 28 542 009 $  |
| 2021-2022   | Nuggets de Denver | 30 510 423 $  |
| 2022-2023   | Nuggets de Denver | 32 478 837 $  |
| 2023-2024   | Nuggets de Denver | 46 900 000 $  |
| Total Gains | Total Gains       | 161 261 090 $ |
| 2024-2025   | Nuggets de Denver | 50 652 000 $  |
| 2025-2026   | Nuggets de Denver | 54 404 000 $  |
| 2026-2027   | Nuggets de Denver | 58 156 000 $  |
| 2027-2028   | Nuggets de Denver | 61 908 000 $  |

## Pour approfondir
- Liste des meilleurs marqueurs en NBA en carrière
- Liste des joueurs de NBA avec 50 points et plus sur un match de playoffs